# TF 35000
TF35000 — военный турбовентиляторный двигатель следующего поколения, разработанный TEI для удовлетворения требований к тяге отечественного истребителя пятого поколения Турции KAAN. Разработанный с упором на обеспечение тяги в 35 000 фунтов, двигатель включает в себя передовые аэрокосмические инженерные особенности, включая жаропрочные суперсплавы, передовые тепловые барьерные покрытия и инновационные технологии охлаждения. По данным Army Recognition, это самый мощный отечественный двигатель Турции на сегодняшний день, предназначенный для обеспечения не только превосходной тяги, но и повышенной выносливости и топливной экономичности для миссий с увеличенной дальностью полета. Благодаря полностью отечественной конструкции TF35000 представляет собой стратегический поворотный момент для турецкой оборонной аэрокосмической промышленности и разработан для удовлетворения строгих требований малозаметных и сверхзвуковых платформ пятого поколения.
TF35000 является кульминацией почти двух десятилетий работы TEI в области аэрокосмических двигателей, которая ранее производила критически важные подсистемы и компоненты для таких двигателей, как турбовальный двигатель T700 (используется на турецких вертолетах Black Hawk и T129 ATAK), и разработала TS1400 для отечественных вертолетов. Дорожная карта разработки TF35000 включала значительные инвестиции в высокопроизводительные материалы, испытательную инфраструктуру и платформы цифрового проектирования. На этой основе TEI создала интегрированную экосистему, способную не только проектировать, но и производить и испытывать такой сложный двигатель полностью в Турции. Эта комплексная внутренняя возможность отличает TF35000 от многих региональных проектов, которые часто полагаются на иностранную сборку или поддержку интеграции.

## Сравнение
По сравнению с другими двигателями, используемыми в самолетах пятого поколения, такими как General Electric F110, в настоящее время установленными на прототипах KAAN и устаревших F-16, TF35000 предлагает схожие уровни тяги со стратегическим преимуществом полного суверенитета. Хотя F110 является проверенным и надежным двигателем, он остается под экспортным контролем США, что ограничивает операционную независимость. Напротив, TF35000 разрабатывается полностью турецкими инженерами с использованием отечественных материалов и фирменных технологий, что предоставляет Турции полное право на его модернизацию, обслуживание и интеграцию с другими национальными системами. Ориентируясь на тягу в 35 000 фунтов силы, TF35000 соответствует выходной мощности Pratt & Whitney F119 F-22 и превосходит такие двигатели, как EJ200 Eurofighter Typhoon (26 000 фунтов силы), M88 Rafale (17 000–20 000 фунтов силы) и варианты F110, используемые на F-16 и F-15 (до 29 000 фунтов силы). Только F135 F-35 с 43 000 фунтов силы на форсаже превосходит его, что прочно помещает TF35000 в высший эшелон военных турбовентиляторных двигателей и предлагает Турции управляемую внутри страны двигательную систему, конкурентоспособную с самыми передовыми платформами НАТО.